# Epicauta bipunctata
Epicauta bipunctata är en skalbaggsart som beskrevs av Werner 1958. Epicauta bipunctata ingår i släktet Epicauta och familjen oljebaggar. Inga underarter finns listade i Catalogue of Life.